# Donald Nicholson
Donald Elliot Nicholson (* 16. Januar 1916; † 12. Mai 2012) war ein britischer Biochemiker und Molekulargenetiker.

## Leben
Im Jahr 1936 beendete Nicholson sein Chemiestudium mit einem externen Abschluss der Londoner Universität am Huddersfield Technical College. Im Anschluss erhielt er an der Londoner Universität 1940 seinen Doktortitel. Während des Zweiten Weltkriegs trug Donald Nicholson als Chemiker in dem Pharma-Unternehmen Boots Pure Drug Company in Nottingham zu der Entwicklung und Einführung der ersten synthetischen Sulfonamide. Danach, im Jahr 1946, wurde er in der Abteilung für Bakteriologie der Medical School in Leeds eingestellt, wo er zunächst als wissenschaftlicher Mitarbeiter in Chemotherapiebereich tätig war. Darüber hinaus wurde er vier Jahre später als Dozent eingestellt und 1964 zum Senior-Dozenten befördert.

## Forschung
Während seiner Arbeit in der Medical School befasste Nicholson sich zunehmend mit Stoffwechselwegen. Daher vereinte er 1955 alle zu dem Zeitpunkt bekannten Stoffwechselwege in einer Graphik, dem „Metabolic Pathway Chart“. 1960 erschienen die ersten Kopien, die auf positive Kritik bekannter Biochemiker (z. B. Verwendung in Vorträgen von Hans Krebs) trafen.
Als Donald Nicholson 1996 einige Stoffwechselwege unter der Bezeichnung „Minimaps“ digitalisieren konnte, hat er kleinere, individuellere Stoffwechselwege aufgezeichnet und vergrößert. Auch zusätzliche Einflüsse wie Coenzym, regulierende Faktoren und zelluläre Kompartimente wurden beschrieben.
Die letzten Jahre seines Lebens hat Nicholson mit der Arbeit an einer weiteren Fortentwicklung seines Werkes unter Verwendung von Flash, den „Animaps“, verbracht. Mithilfe von Flash-Animationen zeigen diese auch Molekülbewegungen und Enzyminteraktionen sowie einige stoffwechselbezogene chemische Reaktionen.
Insgesamt gibt es derzeit 22 Ausgaben seiner ursprünglichen Stoffwechselkarte, den Metabolic Pathways. Nach Nicholsons Tod liegen die Rechte für die Metabolic Pathway Charts sowie die Minimaps und die Animaps bei der IUBMB (Internationaler Verbund der Biochemie und Molekularbiologie).

## Schriften
- Stanley Dagley, Donald E. Nicholson: An introduction to metabolic pathways: Oxford: Blackwell Scientific Publications, 1970, ISBN 978-0-632-03120-7
- Donald E. Nicholson: The Universe, Matter and Life (Teach Yourself). London: English Universities Press, 1962, ISBN 978-0-340-05710-0
- Donald E. Nicholson: A lifetime of metabolism. In: Cellular and Molecular Life Sciences CMLS, 02/2006
- Donald E. Nicholson: Products of isoprene metabolism. In: Biochemistry and Molecular Biology Education, 05/2005
- Donald E. Nicholson: From metabolic pathways charts to animaps in 50 years. In: Biochemistry and Molecular Biology Education, 05/2005
- Donald E. Nicholson: Poem: a genetic ode, or a melan coli tale. In: Biochemistry and Molecular Biology Education, 05/2005
- Donald E. Nicholson: Purine and pyrimidine metabolism, designed by Donald Nicholson: Commentary. In: Biochemistry and Molecular Biology Education, 05/2004

## Auszeichnungen
Donald Nicholson erhielt von der University of Huddersfield einen Ehrendoktortitel (D.Sc.). Außerdem war er eines von damals zwei Mitgliedern des IUBMB auf Lebenszeit.